# Tanaecia baweana
Tanaecia baweana är en fjärilsart som beskrevs av Hall 1930. Tanaecia baweana ingår i släktet Tanaecia och familjen praktfjärilar. Inga underarter finns listade i Catalogue of Life.